# Quercus toumeyi
Quercus toumeyi Sarg. – gatunek rośliny z rodziny bukowatych (Fagaceae Dumort.). Występuje naturalnie w Meksyku (w stanach Chihuahua i Sonora) oraz południowych Stanach Zjednoczonych (w Arizonie, Nowym Meksyku i Teksasie). 

## Morfologia
PokrójZrzucające liście lub częściowo zimozielone drzewo lub krzew. Kora ma szarą barwę, łuszczy się.
LiścieBlaszka liściowa jest gruczołowato owłosiona i ma lancetowaty lub podłużnie eliptyczny kształt. Mierzy 1,5–2,5 cm długości oraz 0,5–1,5 cm szerokości, jest całobrzega lub z ostro zakończonymi ząbkami na brzegu, ma nasadę od rozwartej do klinowej i ostry wierzchołek. Ogonek liściowy jest nagi i ma 3–10 mm długości.
OwoceOrzechy zwane żołędziami o kształcie od jajowatego do eliptycznego, dorastają do 8–15 mm długości i 6–8 mm średnicy. Osadzone są pojedynczo w miseczkach w kształcie kubka, które mierzą 6 mm długości i 8–9 mm średnicy. Orzechy otulone są miseczkami w 35% ich długości.

## Biologia i ekologia
Rośnie w lasach, chaparralu  oraz na skalistych stokach. Występuje na wysokości od 1500 do 1800 m n.p.m.